# Josef Šimandl
Josef Šimandl (29. srpna 1903, Plzeň – 14. prosince 1981, Praha) byl český violoncellista.

## Život
V letech 1921–23 studoval violoncello na hudební škole v Plzni u Eduarda Bílka. Absolvoval v r. 1932 na bratislavské Hudební a dramatické akademii u profesora Tomáše Svobody. Ve studiích pokračoval v letech 1935–37 u prof. Buxbauma ve Vídni a od r. 1939 na mistrovské škole Pražské konzervatoře u prof. Ladislava Zelenky (absolvoval v r. 1943).
V letech 1929–43 působil jako koncertní mistr v rozhlasových orchestrech v Bratislavě, Brně a Praze. V období 1946–51 byl koncertním mistrem Filmového symfonického orchestru a od roku 1956 Symfonického orchestru FOK.
Významně se také uplatňoval jako komorní hráč. V letech 1939–42 byl členem Smetanova tria, 1941–51 Pražského kvarteta, 1951–55 Českého noneta a současně komorního souboru Ars rediviva. S těmito ansámbly uskutečnil řadu nahrávek a koncertoval v mnoha zemích Evropy.